# A Girl in the River: The Price of Forgiveness
A Girl in the River: The Price of Forgiveness, è un cortometraggio documentario del 2015 diretto da Sharmeen Obaid-Chinoy.
Sharmeen Obaid-Chinoy è una giornalista pakistana che con quest'opera girata nel suo Paese, ha vinto nella categoria miglior cortometraggio documentario ai Premi Oscar 2016.

## Trama
In Pakistan, ogni anno oltre 1000 donne vengono uccise per l'"onore". Il documentario racconta la storia di Saba, una ragazza che sopravvissuta alla brutale aggressione del padre e dallo zio, perdona i suoi carnefici.